# Santa Margherita dei Cerchi

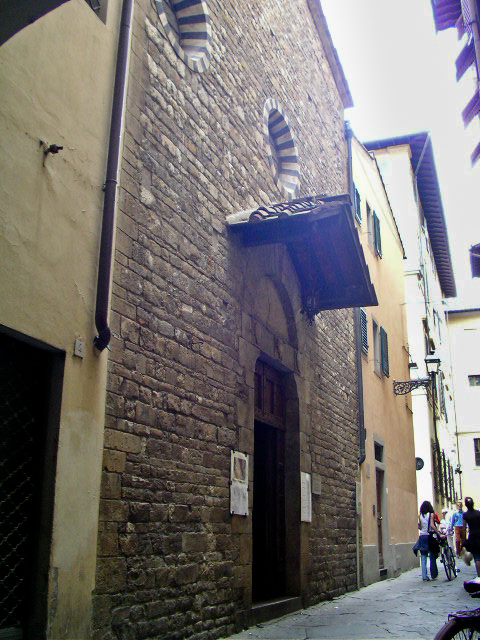
Pórtico de entrada a la iglesia.

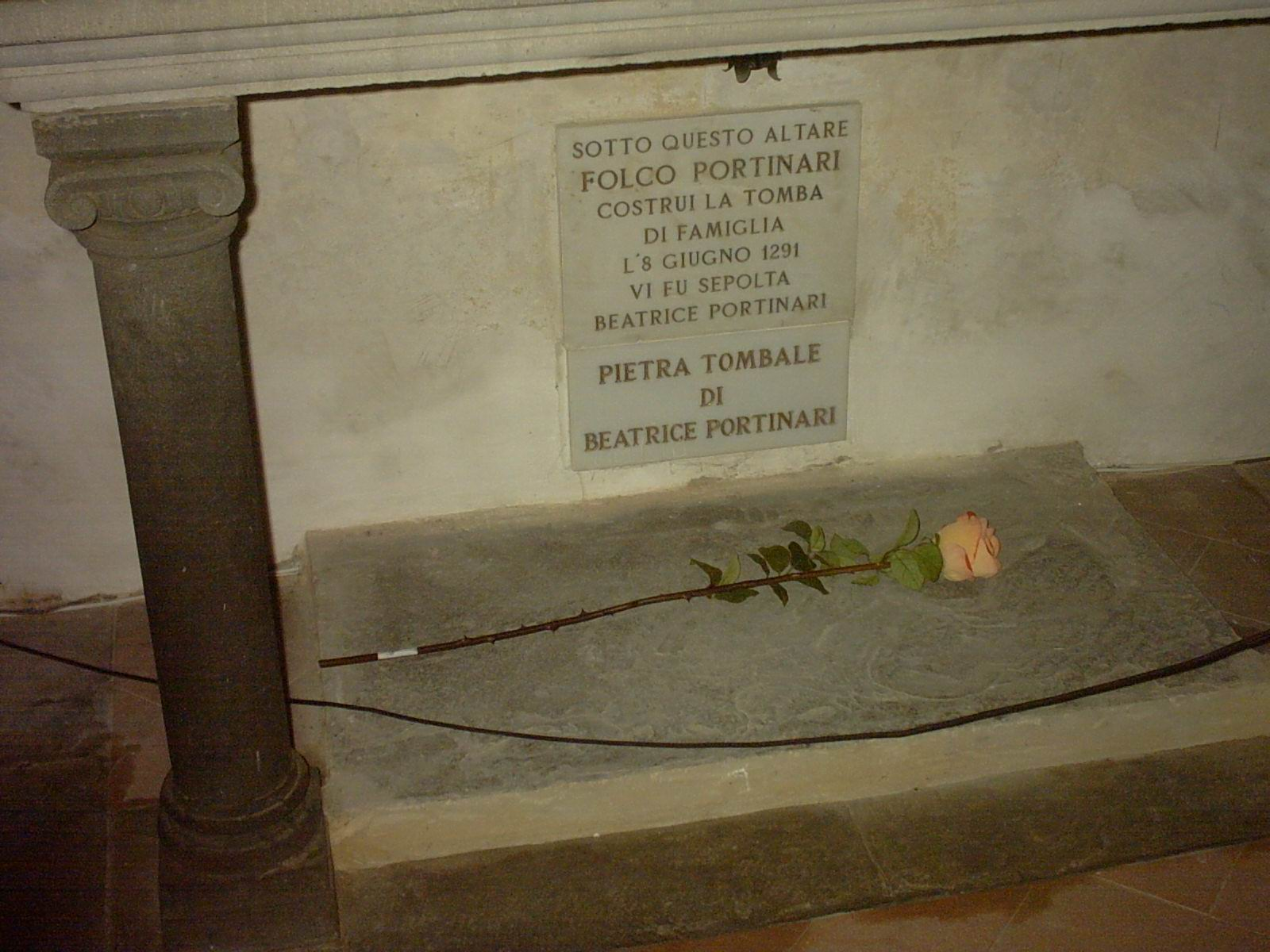
Tumba habitualmente confundida con la de Beatriz Portinari, la joven florentina que Dante idealizó en la Divina Comedia.

La iglesia de Santa Margherita dei Cerchi es una iglesia católica del siglo XIII dedicada a santa Margarita y ubicada en el centro de Florencia (Italia). Es una de las iglesias más antiguas de la ciudad toscana.

## Historia y descripción
Dedicado a Santa Margarita de Antioquía, el nombre también hace referencia a la familia Cerchi, que desde 1353 ostentaba el patrocinio de la pequeña iglesia, primero junto con los Donati y los Adimari, luego exclusivamente desde el siglo XVII. Las primeras noticias de la iglesia datan del año 1032, si bien el edificio fue remodelado varias veces en los siglos siguientes. Es la sede capitular de la Tercera Orden Mercenaria florentina. En el lateral del presbiterio hay una placa en memoria del fundador, Enrico Michelassi.
La fachada de la iglesia está construido al modo de a dos aguas, con un muro revestido de bloques de piedra cuadriculados. En el centro, queda abierto el portal, con una luneta redondeada y coronada por un techo de doble pendiente. Por encima, hay dos rosetones, uno colocado en el eje con el portal y el otro a su izquierda.
Su interior tiene una nave que termina en un ábside cuadrangular cubierto por una bóveda de cañón rebajada con frescos, en cuyo centro se encuentra el altar mayor en piedra, con una mesa sostenida en el frente por pequeñas columnas. Detrás, está el retablo Madonna in trono con le sante Lucia, Margherita, Agnese e Caterina d'Alessandria pintado por Lorenzo di Bicci (finales del siglo XIV-principios del siglo XV). En el altar de la derecha hay una valiosa predela de Domenico di Michelino con las historias de Santa Margarita.

## Relación con Dante Alighieri y Beatriz
La iglesia de Santa Margarita es considerada, culturalmente, como la "iglesia de Dante", a quien se le relaciona que pudo haberse casado Gemma Donati en dicha capilla. Es el mismo sitio en el que pudo conocer a su amada Beatriz Portinari, cuyos familiares fueron enterrados aquí.
Un cuadro de un pintor inglés del siglo XIX en estilo prerrafaelita recuerda este encuentro, ubicado justo a la derecha después de la entrada. Otras pinturas del siglo XIX-XX recuerdan a Dante y su musa. Aquí ciertamente fue enterrado Folco Portinari, padre de Beatriz; pero hay dudas sobre que la iglesia haya sido la última morada de la joven florentina. Al haberse casado en el año 1287 con Simone dei Bardi, su tumba debería estar en la de la familia de su marido, cuyas criptas están en la Basílica de la Santa Cruz.
A pesar de esto, en el imaginario colectivo, la pequeña iglesia sigue siendo el destino de los amantes de Dante y admiradores de la angelical Beatriz, a quien a menudo se dirigen mensajes personales, recogidos en una canasta cerca de su "tumba".